# أغنيبي
أغنيبي (بالفرنسية: Agnéby)‏ هي منطقة في ساحل العاج، بلغ عدد سكانها 743,559 نسمة وذلك حسب إحصائيات سنة 2010، عاصمتها أغبوفيل ‏.

## الموقع
تشترك في الحدود مع:
- موين-كوموي  [لغات أخرى]‏
- إقليم لاغونس  [لغات أخرى]‏
- إقليم إنزي كوميه  [لغات أخرى]‏.